# Prakit Deeprom
Prakit Deeprom (thailändisch ประกิต ดีพร้อม, * 7. Januar 1988 in Saraburi), auch als Kit (thailändisch กิต) bekannt, ist ein thailändischer Fußballspieler.

## Karriere

### Verein
Prakit Deeprom erlernte das Fußballspielen in der Collegemannschaft des Assumption College Thonburi in Thonburi. Seinen ersten Vertrag unterschrieb er 2007 bei Muangthong United. Der Verein spielte in der dritten Liga, der Regional League Division 2. Mit dem Verein wurde er Meister und stieg somit in die zweite Liga auf. Nach dem Aufstieg verließ er Muangthong und schloss sich dem Raj-Pracha FC aus Bangkok an. Der Verein spielte ebenfalls in der dritten Liga. Zum Ende der Saison 2009 wurde er mit Raj-Pracha Meister und stieg in die Thai Premier League Division 1 auf. Nach drei Jahren ging er 2011 zum TOT SC. Mit dem Hauptstadtclub spielte er bis 2014 in der ersten Liga, der Thai Premier League. 2015 unterschrieb er einen Vertrag beim Ligakonkurrenten Buriram United in Buriram. Mit dem Verein gewann er 2015 die thailändische Meisterschaft. Außerdem gewann er mit dem Club den FA Cup, den Thai League Cup, den Kor Royal Cup sowie die Mekong Club Championship. Die Hinrunde 2016 wurde er an den ebenfalls in der ersten Liga spielenden Chonburi FC ausgeliehen. Nach der Ausleihe wurde er von dem Club aus Chonburi fest verpflichtet. 2016 gewann er mit Chonburi den FA Cup. Mitte 2017 unterschrieb er einen Vertrag bei seinem ehemaligen Verein Muangthong United der mittlerweile in der ersten Liga, der Thai League, spielte. Mit Muangthong wurde er am Ende der Saison Vizemeister und gewann den Thai League Cup. Die Rückserie 2018 wurde er an den Zweitligisten Udon Thani FC aus Udon Thani ausgeliehen. Nach Ausleihende wurde er Anfang 2019 von Udon Thani fest verpflichtet. Nach der Hinrunde 2021/22 wurde sein Vertrag aufgelöst. Im Januar 2022 verpflichtete ihn der ebenfalls in der zweiten Liga spielende Phrae United FC. Für den Verein aus Phrae absolvierte er in der Rückrunde zwölf Ligaspiele. Im Juni 2022 verpflichtete ihn der Zweitligaaufsteiger Nakhon Si United FC. Die Saison 2023/24 wurde er mit dem Verein Tabellenfünfter und qualifizierte sich somit für die Aufstiegsspiele zur ersten Liga. Hier konnte man sich jedoch nicht gegen den Rayong FC durchsetzen und verblieb in der zweiten Liga. Nach zwei Spielzeiten, in denen er 46 Ligaspiele bestritt, wurde sein Vertrag im Sommer 2024 nicht verlängert. Im Juli 2024 verpflichtete ihn der ebenfalls in der zweiten Liga spielende Chanthaburi FC. Nach einer Spielzeit, in der er 17 Ligaspiele bestritt, wurde sein Vertrag im Sommer 2025 nicht verlängert. Im August 2025 unterschrieb er einen Vertrag bei dem in der Western Region spielenden Drittligisten Saraburi United FC.

### Nationalmannschaft
Prakit Deeprom spielte von 2002 bis 2004 dreimal in der thailändischen U-17-Nationalmannschaft. Siebenmal trug er von 2005 bis 2006 das Trikot der U-19-Mannschaft. Für die Nationalmannschaft spielte er von 2014 bis 2016 19 Mal. Mit dem Team gewann er zweimal die Fußball-Südostasienmeisterschaft (2014 und 2016) und einmal den King’s Cup (2016).

## Erfolge

### Verein
Muangthong United
- Regional League Division 2: 2007  ▲

- Thailändischer Vizemeister: 2017

- Thailändischer Ligapokalsieger: 2017

Raj-Pracha FC
- Regional League Division 2: 2009  ▲

Buriram United
- Thailändischer Meister: 2015

- Thailändischer Pokalsieger: 2015

- Thailändischer Ligapokalsieger: 2015

- Kor Royal Cup-Sieger: 2015

- Mekong Club Championship: 2015

### Nationalmannschaft
Thailand
- Fußball-Südostasienmeisterschaft: 2014, 2016

- King’s Cup: 2016